# Les Publications du Québec
Les Publications du Québec ou l’Éditeur officiel du Québec (lorsqu'il s'agit de lois) est la maison d'édition et le distributeur du gouvernement du Québec. Elle publie notamment la Gazette officielle du Québec, les lois et les règlements adoptés par le gouvernement.

## Rôle
Les Publications du Québec jouent différents rôles dans le processus de la publication de livres, de la promotion jusqu'aux relations de presse, dont :
- la recherche d'auteurs ;
- la conception visuelle ;
- la révision des textes ;
- l'évaluation globale des coûts ;
- la négociation des droits d'auteur ;
- la procédure de toutes les étapes de commercialisation.